# FFV1
FFV1 oder FFmpeg Videocodec 1 ist ein verlustfreier intra-frame Videocodec. Er ist Teil der freien Codec-Sammlung libavcodec des Projektes FFmpeg.
FFV1 ist auch in ffdshow (einem freien Decoder und Encoder für Windows) enthalten, weil ffdshow auch auf libavcodec basiert.

## Andere verlustfreie Video Codecs
- HuffYUV (freie Software; HuffYUV ist ein schnellerer verlustfreier Codec unter Windows bei allerdings niedriger Kompressionsrate)
- Lagarith (freie Software)
- CorePNG (freie Software)
- LCL-Codec